# Filialkirche Wieserberg

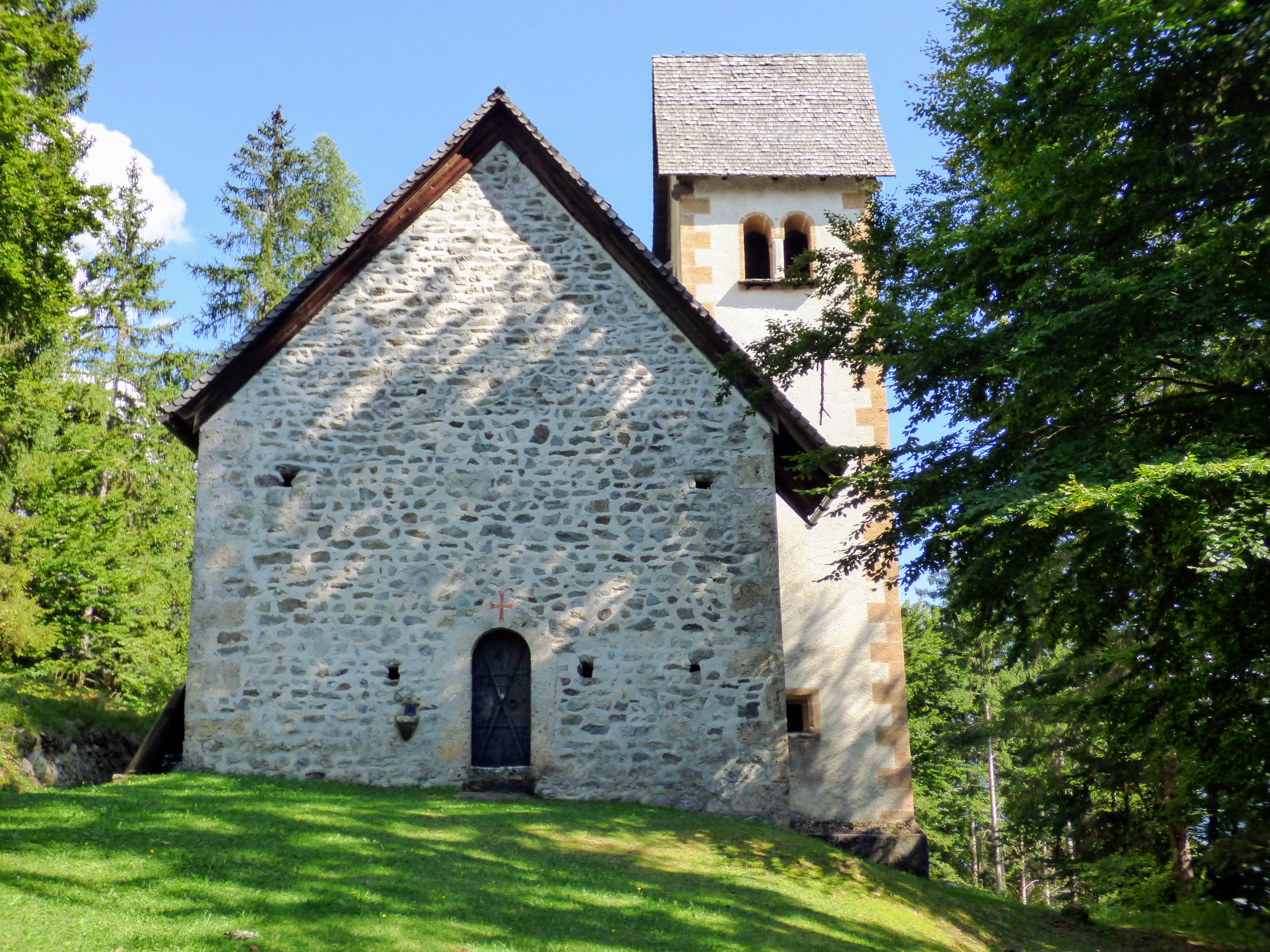
Kath. Filialkirche hl. Helena in Wieserberg

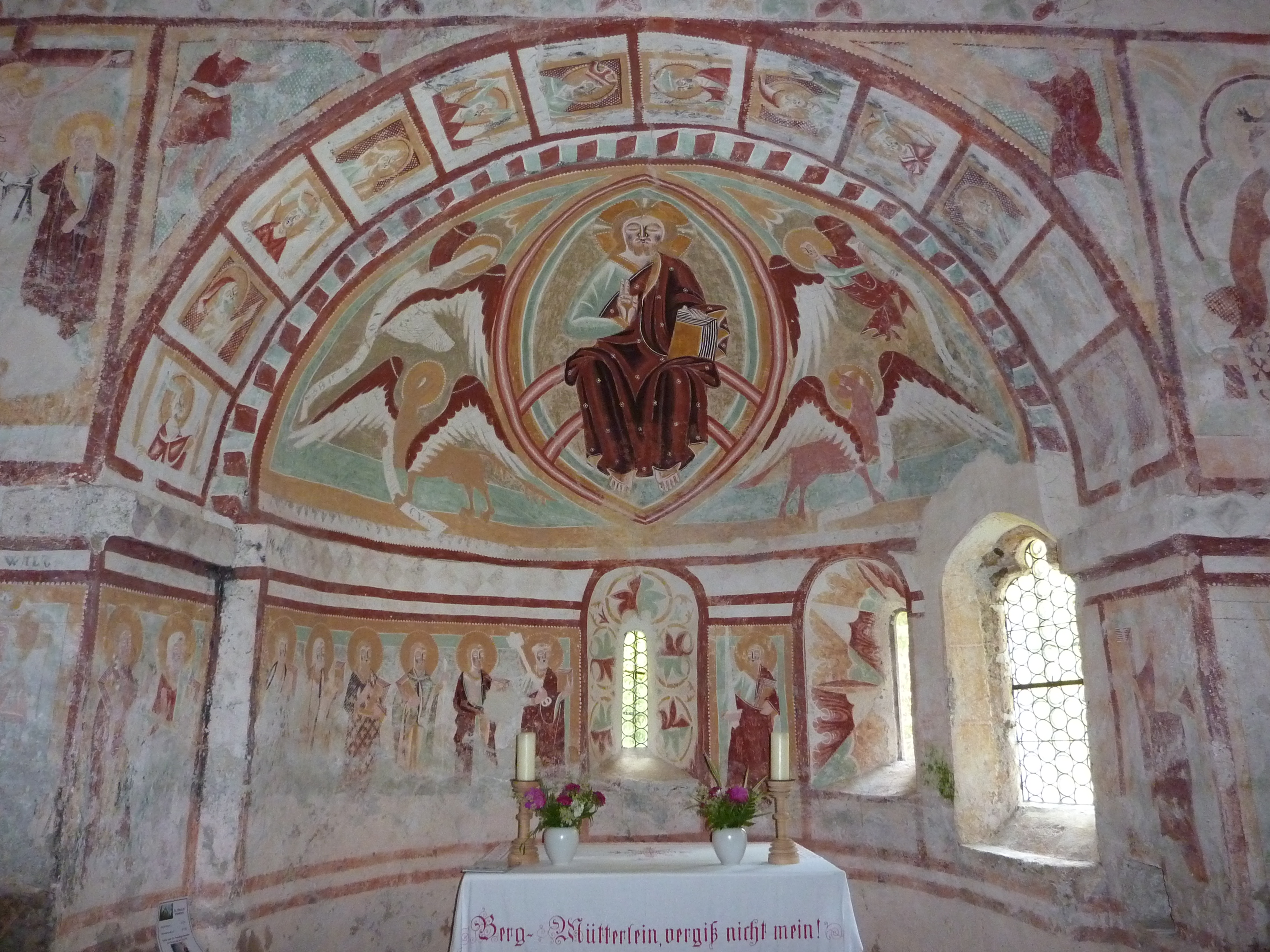
Fresken in der Apsis

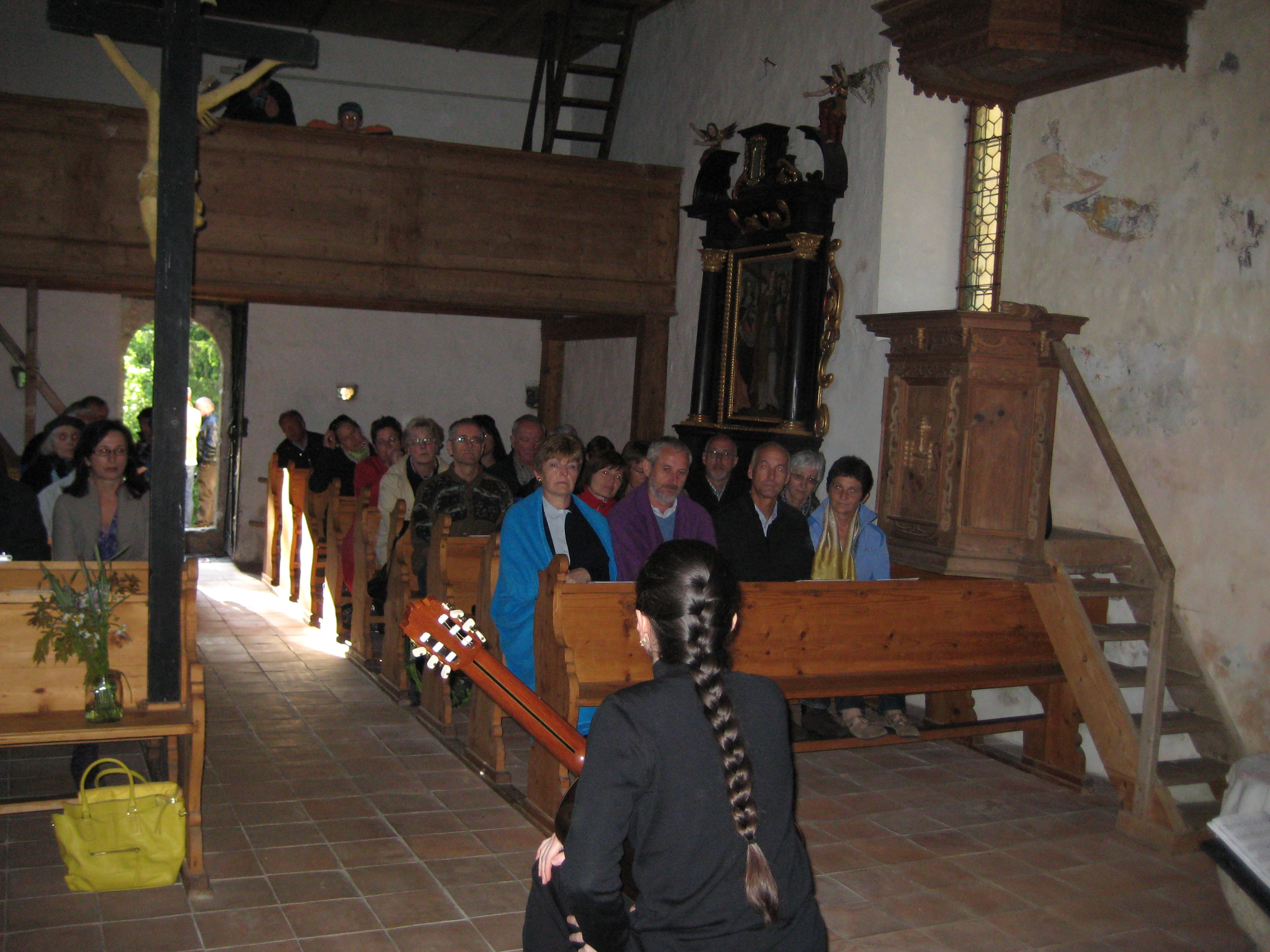
Innenraum der Kirche St. Helena am Wieserberg. Konzert der österreichischen Gitarristin Johanna Beisteiner am 17. Mai 2012

Die römisch-katholische Filialkirche Wieserberg steht im Ort Wieserberg in der Gemeinde Dellach im Gailtal im Bezirk Hermagor in Kärnten. Die unter dem Patrozinium der heiligen Helena stehende Filialkirche der Pfarrkirche Grafendorf im Gailtal gehört zum Dekanat Kötschach in der Diözese Gurk-Klagenfurt. Das älteste Baudenkmal des Gailtales steht unter Denkmalschutz (Listeneintrag).

## Geschichte
Die etwa 10 Meter lange und 7 Meter breite romanische Kirche wurde um 1300 als Saalbau mit rund geschlossenem Triumphbogen und halbkreisförmiger Apsis errichtet. Bemerkenswert sind die Fresken im Innenraum der Kirche, auf denen unter anderem Christus, der Prophet Zacharias sowie die Könige David und Salomon dargestellt sind.
Derzeit gehört die Kirche zur Pfarre Grafendorf (Gemeinde Kirchbach) und wird vorwiegend für Hochzeiten und kulturelle Veranstaltungen wie klassische Konzerte genützt.